# Safiabad (Golestan)
Pour les articles homonymes, voir Safiabad.
Safiabad (persan : صفي اباد, également romanisé en Şafīābād) est un village dans la province du Golestan, en Iran. Lors du recensement de 2006, sa population était de 1,379 habitants, répartis en 352 familles.